# 宇野亨選挙違反事件
宇野亨選挙違反事件（うのとおるせんきょいはんじけん）は1979年の第35回衆議院議員総選挙において起きた宇野亨陣営による公職選挙法違反事件である。

## 概要
1979年10月7日に投票日が設定された第35回衆議院議員総選挙で千葉2区から立候補していた宇野亨前衆議院議員は前月の9月から10月にかけて3億2000万円の選挙資金を用意し、うち2億5000万円が買収資金として選挙運動員である義弟や実弟、私設秘書に対して交付された。
選挙終了後に捜査機関によって捜査が行われ、1200人を超える人間が取り調べを受けた。その結果、宇野亨陣営が全有権者約49万人を対象に後援会に入るように工作し、署名した11人の有権者に対して有権者1人につき2000円で票買いをし、金銭を受け取った有権者は2万人以上にものぼった。この買収計画には宇野亨を頂点に総括主宰者と検察に判断された実弟、私設秘書、市町村責任者、地区責任者、下部運動員、有権者と繋がる巨大なピラミッド型の買収組織が構築されていたことが明らかになった。
宇野と義弟や実弟、私設秘書や選挙運動員等について逮捕者約281人を含む1695人が検挙され、計133人が正式裁判として起訴された。宇野は事件発覚直後に病気入院したこともあり逮捕されないまま12月19日に在宅起訴となった。宇野は衆議院議員の辞職を拒否したが1980年5月の衆議院解散による衆議院議員の失職後に行われた同年6月の第36回衆議院議員総選挙に立候補せずに政界を引退した。
刑事訴訟において1984年1月までに起訴された全員の有罪が確定し、主だった被告人について以下の判決が確定した。
- 宇野亨 - 懲役4年
- 宇野亨の実弟 - 懲役3年
- 宇野亨の義弟 - 懲役2年6月